# Gournay-sur-Aronde
Gournay-sur-Aronde – miejscowość i gmina we Francji, w regionie Hauts-de-France, w departamencie Oise.
Według danych na rok 1990 gminę zamieszkiwały 544 osoby, a gęstość zaludnienia wynosiła 37 osób/km² (wśród 2293 gmin Pikardii Gournay-sur-Aronde plasuje się na 503. miejscu pod względem liczby ludności, natomiast pod względem powierzchni na miejscu 207.).